# تام هورن (فیلم)
تام هورن (انگلیسی: Tom Horn) فیلمی در ژانر زندگینامه‌ای و وسترن است که در سال ۱۹۸۰ منتشر شد.

## بازیگران
- استیو مک‌کوئین
- لیندا ایوانز
- ریچارد فارنزورث
- اسلیم پیکنز
- جفری لوئیس
- میکی جونز